# Allvarligt talat (bok)
Allvarligt talat är en bok av Lena Andersson, som utgavs 2015. Boken är baserad på ett radioprogram med samma namn, Allvarligt talat, där Andersson varit programvärd.